# 阿斯特尔特
阿斯特尔特是德国莱茵兰-普法尔茨州的一个市镇。总面积2.39平方公里，总人口248人，其中男性119人，女性129人（2011年12月31日），人口密度104人/平方公里。